# Энсон, Джей
Джей Энсон (англ. Jay Anson, род. 4 ноября 1921, Нью-Йорк, США ― 12 марта 1980, Пало-Алто, Калифорния, США) ― американский писатель, самым известным его произведением стала книга «Ужас Амитивилля». После успеха этого романа он написал следующий, под названием «666», в котором также рассказывалось о доме с привидениями. 
Книга «Ужас Амитивилля» стала популярной благодаря тому, что была основана на воспоминаниях Джорджа и Кэтлин Лутц, которые переехали в дом 112 по Оушен-стрит в декабре 1975 года после совершенного в нем убийства. Лутцы продали права на книгу Энсону, который дополнил и адаптировал историю. Позже, в 1979 году, по этой книге был снят фильм. Через год после выхода фильма Энсон умер.

## Работы
- Съемки фильма «Битва за Арденну» (1965), короткометражный документальный фильм, сценарист
- Операция «Грязная дюжина» (1967), короткометражный документальный фильм, писатель
- «Кинорежиссеры» (1969), короткометражный документальный фильм, писатель
- «Клют в Нью-Йорке: Фон для саспенса» (1971), короткометражный документальный фильм, писатель
- «Сага о Джереми Джонсоне» (1972), короткометражный документальный фильм, писатель
- «Гарри Каллахан/Клинт Иствуд: Что-то особенное в фильмах» (1975), короткометражный документальный фильм, писатель
- «Люмет: Кинорежиссер» (1975), короткометражный документальный фильм, писатель
- «Городская жизнь: Смешная и грозная» (1975), короткометражка, писатель
- «Мартин Скорсезе: Назад в блок» (1973), короткометражный документальный фильм, писатель
- «Герой-полицейский: вчера и сегодня» (1973), короткометражный документальный фильм, писатель
- «Опасный мир Избавления» (1972), короткометражный документальный фильм, писатель
- «На дороге с: Пугалом» (1973), короткометражный документальный фильм, писатель
- «Ужас Амитивилля»: правдивая история (1977), роман
- «666» (1980), роман